# Andrea Bargnani
Andrea Bargnani (ur. 26 października 1985) – włoski koszykarz, występujący na pozycji środkowego lub silnego skrzydłowego.
Bargnani został wybrany z numerem 1 draftu NBA w 2006 roku przez Toronto Raptors. Stał się tym samym pierwszym Europejczykiem, który został wybrany z pierwszym numerem draftu NBA. W sezonie 2006/2007 zajął drugie miejsce w głosowaniu na debiutanta roku NBA.
Spędził w Toronto siedem sezonów, w trakcie których zdobywał średnio 15,2 punktu i 4,8 zbiórki na mecz. 10 lipca 2013 w ramach wymiany trafił do New York Knicks w zamian za trzech innych zawodników i trzy wybory w drafcie. 17 lipca 2015 podpisał kontrakt z Brooklyn Nets. 20 lutego 2016 został zwolniony przez Nets.

## Osiągnięcia
Drużynowe
- Mistrz Włoch (2006)
- 2-krotny zdobywca pucharu Włoch (2004, 2005)
- 3-krotny finalista superpucharu Włoch (2003–2005)

Indywidualne
- Wschodząca Gwiazda Euroligi (2006)
- Najlepszy Zawodnik U–22 ligi włoskiej (2006)
- Lider ligi włoskiej w blokach (2006)
- Uczestnik meczu wschodzących gwiazd - Nike Hoop Summit (2004)[6]

NBA
- Wybrany do składu I składu debiutantów NBA (2007)[7]
- 2-krotny uczestnik Rookie Challenge (2007, 2008)[7]
- Debiutant miesiąca (styczeń, luty 2007)[7]
- Zaliczony do II składu letniej ligi NBA (2006)[7]

Reprezentacja
- Uczestnik Eurobasketu (2007 – 9. miejsce, 2011 – 17. miejsce)[7]

## Statystyki w NBA
Na podstawie Andrea Bargnani Statistics. Basketball-Reference.com. [dostęp 2019-11-18]. (ang.).

### Sezon regularny
| Sezon   | Drużyna  | M   | S5  | MPG  | FG%   | 3P%   | FT%   | RPG | APG | SPG | BPG | PPG  |
| ------- | -------- | --- | --- | ---- | ----- | ----- | ----- | --- | --- | --- | --- | ---- |
| 2006/07 | Toronto  | 65  | 2   | 25,1 | 42,7% | 37,3% | 82,4% | 3,9 | 0,8 | 0,5 | 0,8 | 11,6 |
| 2007/08 | Toronto  | 78  | 53  | 23,9 | 38,6% | 34,5% | 84,0% | 3,7 | 1,1 | 0,3 | 0,5 | 10,2 |
| 2008/09 | Toronto  | 78  | 59  | 31,4 | 45,0% | 40,9% | 83,1% | 5,3 | 1,2 | 0,4 | 1,2 | 15,4 |
| 2009/10 | Toronto  | 80  | 80  | 35,0 | 47,0% | 37,2% | 77,4% | 6,2 | 1,2 | 0,3 | 1,4 | 17,2 |
| 2010/11 | Toronto  | 66  | 66  | 35,7 | 44,8% | 34,5% | 82,0% | 5,2 | 1,8 | 0,5 | 0,7 | 21,4 |
| 2011/12 | Toronto  | 31  | 31  | 33,3 | 43,2% | 29,6% | 87,3% | 5,5 | 2,0 | 0,6 | 0,5 | 19,5 |
| 2012/13 | Toronto  | 35  | 25  | 28,7 | 39,9% | 30,9% | 84,4% | 3,7 | 1,1 | 0,6 | 0,7 | 12,7 |
| 2013/14 | New York | 42  | 39  | 29,9 | 44,2% | 27,8% | 82,4% | 5,3 | 1,1 | 0,3 | 1,2 | 13,3 |
| 2014/15 | New York | 29  | 22  | 27,1 | 45,4% | 36,6% | 81,3% | 4,4 | 1,6 | 0,1 | 0,9 | 14,8 |
| 2015/16 | Brooklyn | 46  | 0   | 13,8 | 45,5% | 18,8% | 82,5% | 2,1 | 0,4 | 0,1 | 0,2 | 6,6  |
| Razem   |          | 550 | 377 | 28,7 | 43,9% | 35,4% | 82,4% | 4,6 | 1,2 | 0,4 | 0,9 | 14,3 |

### Play-offy
| Sezon | Drużyna | M  | S5 | MPG  | FG%   | 3P%   | FT%   | RPG | APG | SPG | BPG | PPG  |
| ----- | ------- | -- | -- | ---- | ----- | ----- | ----- | --- | --- | --- | --- | ---- |
| 2007  | Toronto | 6  | 3  | 30,2 | 47,8% | 41,2% | 78,9% | 4,0 | 1,0 | 0,8 | 0,5 | 11,0 |
| 2008  | Toronto | 5  | 5  | 20,8 | 33,3% | 25,0% | 100%  | 1,4 | 0,4 | 0,8 | 0,6 | 6,4  |
| Razem |         | 11 | 8  | 25,9 | 41,2% | 33,3% | 81,0% | 2,8 | 0,7 | 0,8 | 0,5 | 8,9  |